# Теєр (Айова)
Теєр (англ. Thayer) — місто (англ. city) в США, в окрузі Юніон штату Айова. Населення — 51 особа (2020).

## Географія
Теєр розташований за координатами 41°1′44″ пн. ш. 94°2′59″ зх. д. / 41.02889° пн. ш. 94.04972° зх. д. (41.028967, -94.049735).  За даними Бюро перепису населення США в 2010 році місто мало площу 0,24 км², уся площа — суходіл.

## Демографія
Згідно з переписом 2010 року, у місті мешкало 59 осіб у 24 домогосподарствах у складі 15 родин. Густота населення становила 246 осіб/км².  Було 29 помешкань (121/км²).
Расовий склад населення:
| - 100,0 % — білих |

До двох чи більше рас належало 0,0 %. Частка іспаномовних становила 0,0 % від усіх жителів.
За віковим діапазоном населення розподілялося таким чином: 25,4 % — особи молодші 18 років, 66,1 % — особи у віці 18—64 років, 8,5 % — особи у віці 65 років та старші. Медіана віку мешканця становила 36,5 року. На 100 осіб жіночої статі у місті припадало 136,0 чоловіків;  на 100 жінок у віці від 18 років та старших — 131,6 чоловіків також старших 18 років.
За межею бідності перебувало 28,8 % осіб, у тому числі 33,3 % дітей у віці до 18 років та 0,0 % осіб у віці 65 років та старших.
Цивільне працевлаштоване населення становило 31 осіб. Основні галузі зайнятості: виробництво — 45,2 %, будівництво — 16,1 %, сільське господарство, лісництво, риболовля — 12,9 %.